# ناتانايل باتيستا بيمنتا
ناتانايل باتيستا بيمنتا (بالبرتغالية: Natanael Batista Pimenta‏) (25 ديسمبر 1990 بكويابا في البرازيل - ) هو لاعب كرة قدم برازيلي في مركز الظهير. لعب مع أتلتيكو باراناينسي ونادي لودوغورتس رازغراد ولودوغورتس رازغاردز II ‏ ونادي كويابا.

## روابط خارجية
- ناتانايل باتيستا بيمنتا على موقع قاعدة بيانات كرة القدم.إي يو (الإنجليزية)
- ناتانايل باتيستا بيمنتا على موقع Soccerway.com (الإنجليزية)